# Немелованная бумага
Немелованная бумага, или чистоцеллюлозная бумага, — это бумага без покрытия, произведённая из натуральной древесины при помощи химической обработки целлюлозы и удаления из её состава древесной массы. В дальнейшем, в процессе производства для повышения белизны используют искусственные оптические отбеливатели, а для повышения гладкости — процесс каландрирования.
Немелованная бумага позволяет получить идеально чёткое полноцветное изображение при печати любым доступным способом и, в отличие от мелованной бумаги, позволяет наносить дополнительные слои, например вести персональные записи шариковой ручкой.

## Разновидности
- немелованная бумага для цифровой печати
- немелованная бумага для офсетной печати
- газетная бумага
- немелованная пухлая бумага
- дизайнерский картон

## Качества
- цветопередача
- тактильные ощущения
- плотность
- белизна
- пухлость

## Применение
- Офисная форматная бумага
- Печать книг, журналов и каталогов
- Корпоративная и отчетная документация
- Продукция для ведения записей
- Рекламная полиграфия